# Музей плакату України

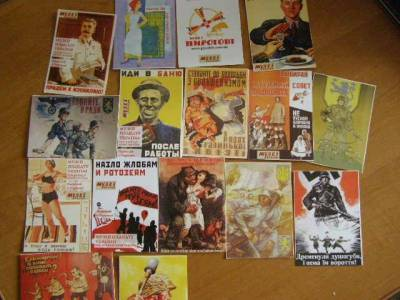
Колекційні календарики музею

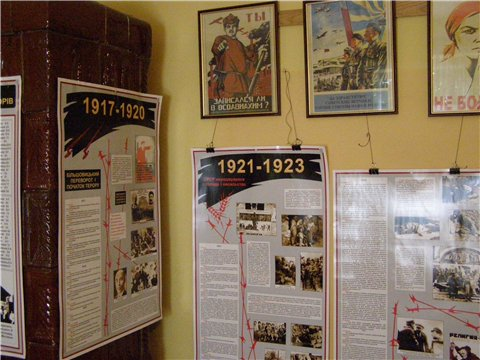
В експозиції

Музе́й плака́ту Украї́ни — один із музеїв України, розташований на території Національного музею народної архітектури та побуту України, що у селищі Пироговому, перший в Європі офіційно зареєстрований спеціалізований музей історії плакату. Діє при журналі «Музеї України».

## Історія музею
Музей створено 11 листопада 2011 року, легалізовано ухвалою № 133 виконавчого комітету Новопетрівської сільської Ради Вишгородського району Київської області. В Європі такі музеї діють тільки на правах відділів при великих музейних установах і не мають самостійної державної реєстрації.
Засновником музею став редактор журналу «Музеї України» Віктор Тригуб, а куратором проекту — Наталка Іванченко.
Дві перші виставки плакатів урочисто відкрито в приміщенні Національного музею-заповідника «Битва за Київ у 1943 році» в селі Нові Петрівці Вишгородського району Київської області. Проте через брак виставкової площі Музеєві плакату довелося шукати нове приміщення.
Проєкт підтримав директор Національного музею народної архітектури та побуту України Дмитро Заруба. У грудні 2012 року він надав частину будинку так званого "соцмістечка" (Українське село 60-х — 70-х років ХХ століття), яке мало демонструвати побут радянських селян,  для  виставки «Галерея плакатів епохи тоталітаризму». У травні 2013 року в цьому будинку  відкрився  Музей плакату України, і з тих пір діє постійна експозиція плакатів епохи тоталітаризму. Хату з Тернопільщини, де були сильні антирадянські настрої, обрали,  щоб підкреслити протистояння вільно мислячих громадян і  офіціозу в радянські часи. .

## Галерея плакатів епохи тоталітаризму
В галереї зібрано рідкісні радянські плакати. Виставку побудовано на контрасті. У верхньому ряду виставлено радянські плакати, що лакували радянську дійсність, а в нижньому відображено тогочасні радянські реалії (допити, табори, розстріли, черепи) на основі сучасних досліджень.
Серед оригінальних плакатів: «Троцкий поражает врагов революции», переповнений масонською символікою, реклама перших радянських сосок — «Готов сосать до малых лет». Унікальними є плакати із зображенням Сталіна та Мао Цзедуна, оскільки після смерті Сталіна Китай і Північна Корея пішли власними шляхами, тож представлені плакати — це одне з останніх свідчень дружби з СРСР.
У фондах музею зберігається близько 500 копій плакатів СРСР, оскільки справжні плакати надто дорогі (один оригінальний плакат в середньому коштує кілька тисяч доларів). До того ж оригіналів збереглося дуже мало, здебільшого у фондах великих музеїв чи архівів. Крім того, щоб виставляти їх, потрібна серйозна охорона.

## Підтримка Євромайдану
Від листопада 2013 року творці Музею плакату підтримують Євромайдан. Вони, зокрема, збирають роботи про революцію.
У грудні 2013 року музей відкрив сторінку в соціальній мережі Facebook. Створену там віртуальну експозицію «Плакати Майдану» відвідує до 200 тисяч читачів на добу. Зважаючи на гостроту багатьох плакатів, фундатори музею отримали чимало погроз, були хакерські атаки, а також очікування арешту за «пропаганду тероризму, екстремізму, масових безпорядків». Сторінка в соціальній мережі стала координатором акцій протесту у багатьох країнах. Так, діаспора, використовуючи роботи з колекції Музею плакату, проводила мітинги у Франції, Англії, Німеччині, США, Канаді, Польщі, Аргентині, Бразилії, Словаччині, Південній Кореї.
27 лютого 2014 року було змонтовано популярну серед відвідувачів виставку «Плакати Майдану» у Національному музеї в Пирогові. Крім плакатів, там виставлено щити Самооборони, протигази, каски, кийки, саморобний бронежилет тощо.
На початку квітня 2014 року в Музеї плакату в Пирогові змонтовано виставку «Крим — це Україна!». Її офіційно відкрито 29 квітня 2014 року у присутності бійців Троєщинської Самооборони, представників Правого сектору, художниці Асі Колос, фотомайстра Катерини Крючкової, журналістів, громадськості.
Формується колекція про події на Південному Сході України.

## Додаткова інформація
Музей працює згідно з графіком роботи Національного музею народної архітектури та побуту України. Вхід до галереї Музею плакатів безкоштовний.